# ピーター・カンズ
ピーター・カンズ（Peter Konz (発音: [Kahnz]) 1989年6月9日- ）はウィスコンシン州オシュコシュ出身の元アメリカンフットボール選手。ポジションはガード。

## 経歴

### プロ入りまで
ウィスコンシン州ニーナの高校に進学、高校ではオフェンスラインとディフェンスラインでプレーした。大学入学を前にRivals.comからは四つ星、全米で30位のオフェンシブラインマンと評価された。
2008年を練習生で過ごした後、2009年には先発9試合を含む10試合に出場、スポーティングニュースからフレッシュマンオールアメリカンに選ばれた。2010年には先発11試合を含む13試合に出場し、ビッグ・テン・カンファレンスのオールチームに選ばれた。
2011年12月5日、アメリカンフットボールコーチ協会からチームメートのモンティー・ボール、ケビン・ザイトラーと共にオールアメリカンに選ばれた。CBSからもボールと共にオールアメリカンに選ばれている。12月8日、Yahoo!スポーツより、ザイトラーと共にオールアメリカンのセカンドチームに選ばれた。ボールはファーストチームに選ばれた。また同じくチームメートのラッセル・ウィルソン、クリス・ボーランドがサードチームに選ばれた。

### アトランタ・ファルコンズ
2012年のNFLドラフト2巡全体55位でアトランタ・ファルコンズに指名された。センターの選手としては同年のドラフトで最初に指名を受けた。センターには、トッド・マクルアがいることから、開幕から第6週までは右ガードのギャレット・レイノルズの控えであったが、第7週より先発センターの座を獲得した。13シーズンに渡り、ファルコンズのセンターを務めたマクルアが、2013年3月に引退を表明したことから、2013年よりセンターとして起用される。